# Comuna Šmarje pri Jelšah
Šmarje pri Jelšah (Občina Šmarje pri Jelšah) este o comună din Slovenia, cu o populație de 9.662 de locuitori (2002).

## Localități
Babna Brda, Babna Gora, Babna Reka, Beli Potok pri Lembergu, Belo, Bezgovica, Bobovo pri Šmarju, Bodrež, Bodrišna vas, Brecljevo, Brezje pri Lekmarju, Bukovje v Babni Gori, Cerovec pri Šmarju, Dol pri Pristavi, Dol pri Šmarju, Dragomilo, Dvor, Gaj, Globoko pri Šmarju, Gornja vas, Grliče, Grobelce, Grobelno - del, Hajnsko, Jazbina, Jerovska vas, Ješovec pri Šmarju, Kamenik, Konuško, Koretno, Korpule, Kristan Vrh, Krtince, Laše, Lekmarje, Lemberg pri Šmarju, Lipovec, Mala Pristava, Mestinje, Močle, Nova vas pri Šmarju, Orehovec, Pečica, Pijovci, Platinovec, Polžanska Gorca, Polžanska vas, Predel, Predenca, Preloge pri Šmarju, Pustike, Rakovec, Senovica, Sladka Gora, Sotensko pri Šmarju, Spodnja Ponkvica, Spodnje Mestinje, Spodnje Selce, Spodnje Tinsko, Stranje, Strtenica, Sveti Štefan, Šentvid pri Grobelnem, Šerovo, Škofija, Šmarje pri Jelšah, Topolovec, Vinski Vrh pri Šmarju, Vodenovo, Vrh, Vršna vas, Zadrže, Zastranje, Završe pri Grobelnem, Zgornje Tinsko, Zibika, Zibiška vas